# Диоскорея ниппонская
Диоскоре́я ниппонская (лат. Dioscoréa nippónica) — многолетняя двудомная лиана длиной до 5 метров. Произрастает на Дальнем Востоке.

## Ботаническое описание
Многолетняя двудомная травянистая лиана.
Корневище горизонтальное, длиной до 2 м, диаметром до 3 см, с тонкими жёсткими корнями.
Стебли травянистые вьющиеся, голые.
Листья очерёдные черешковые, широкояйцевидные, 3—7-лопастные.
Цветки однополые мелкие бледно-зелёные. Тычиночные цветки, развивающиеся на мужских растениях, собраны в полузонтики, образуя пазушные кисти. Пестичные цветки, развивающиеся на женских соцветиях, собраны в простую кисть.
Плоды — трёхгнёздные коробочки.

## Ареал
Диоскорея ниппонская растёт в редких широколиственных лесах и на опушках кедрово-широколиственных лесов, по долинам рек, ручьёв среди полынных зарослей и кустарников Приморского края, южных районов Хабаровского края и на юго-востоке Амурской области.

## Химический состав, применение
В качестве лекарственного сырья используют корневища с корнями дикорастущих и культивируемых растений диоскореи ниппонской (лат. Rhizoma cum radicibus Dioscoreae nipponicae), собранные в течение вегетационного периода, начиная с конца апреля до глубокой осени, тщательно очищенные от земли, остатков стеблей, разрезанные на куски и высушенные. Срок годности сырья 3 года.
Корневища диоскореи содержат многочисленные соединения, однако основные действующие вещества — стероидные сапонины (до 8 %), производные диосгенина, главный из них — диосцин. Диосгенин может являться исходным продуктом для синтеза гормональных препаратов — кортизона, прогестерона.